# Noćaj
Noćaj (en serbe cyrillique : Ноћај) est une localité de Serbie située dans la province autonome de Voïvodine et sur le territoire de la ville de Sremska Mitrovica, district de  Syrmie (Srem). Au recensement de 2011, elle comptait 1 866 habitants.
Noćaj, officiellement classé parmi les villages de Serbie, est une communauté locale, c'est-à-dire une subdivision administrative, de la ville de Sremska Mitrovica. La réserve naturelle de Zasavica est située en partie sur le territoire du village.

## Géographie

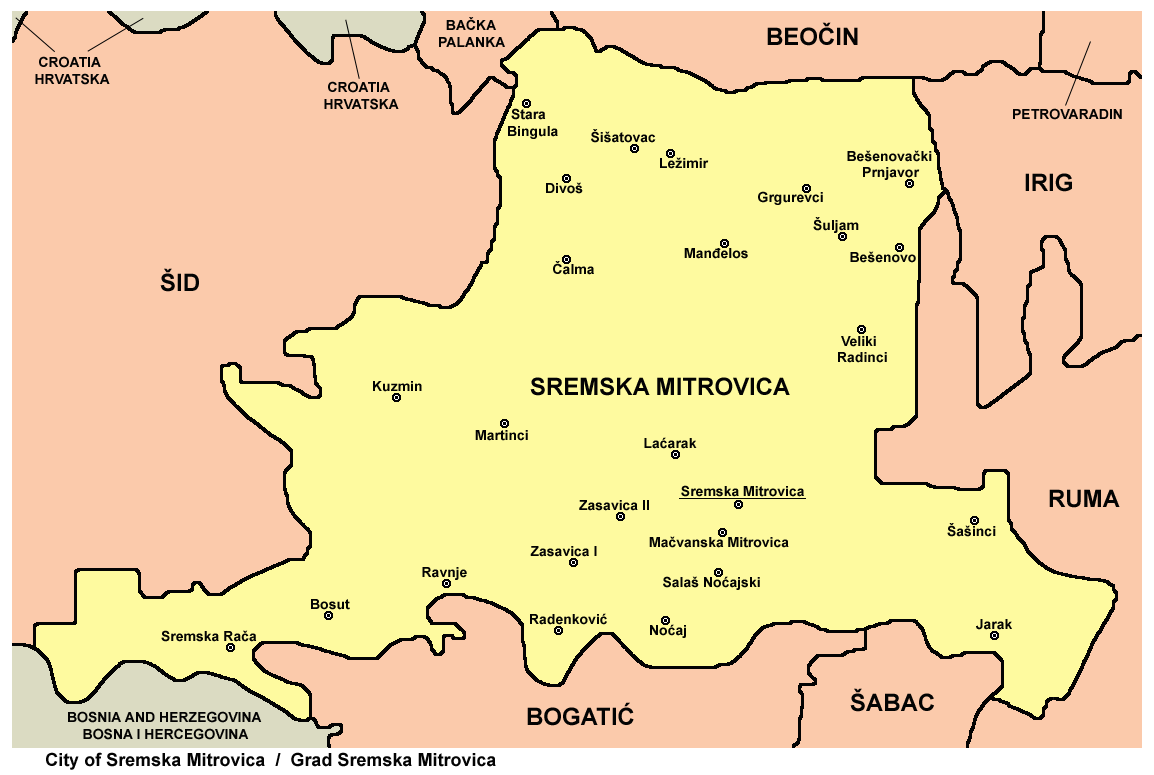
Localisation de Noćaj dans la ville de Sremska Mitrovica

Bien qu'il soit rattaché au district de Syrmie, le village se trouve dans la région de la Mačva. Il est situé sur la route régionale R-116 qui, vers le nord, conduit à Sremska Mitrovica et Sviloš (dans la municipalité de Beočin) et qui, vers le sud, mène à Bogatić.

## Démographie

### Évolution historique de la population
| 1948  | 1953  | 1961  | 1971  | 1981  | 1991  | 2002  | 2011  |
| ----- | ----- | ----- | ----- | ----- | ----- | ----- | ----- |
| 2 424 | 2 479 | 2 443 | 2 338 | 2 323 | 2 237 | 2 120 | 1 866 |

|  |

### Données de 2002
Pyramide des âges (2002)
En 2002, l'âge moyen de la population était de 40,9 ans pour les hommes et 42 ans pour les femmes.
Répartition de la population par nationalités (2002)
En 2002, les Serbes représentaient 98,9 % de la population.

### Données de 2011
En 2011, l'âge moyen de la population était de 42,9 ans, 42 ans pour les hommes et 43,8 ans pour les femmes.

## Tourisme
La réserve naturelle de Zasavica s'étend en partie sur le territoire de Noćaj. Dans son ensemble, cette réserve couvre une superficie 760 ha ; depuis 2000, sur 5 200 ha, elle a été définie comme une zone importante pour la conservation des oiseaux (en abrégé : ZICO) et, depuis 2008, elle figure sur la liste des sites Ramsar pour la conservation des zones humides,.

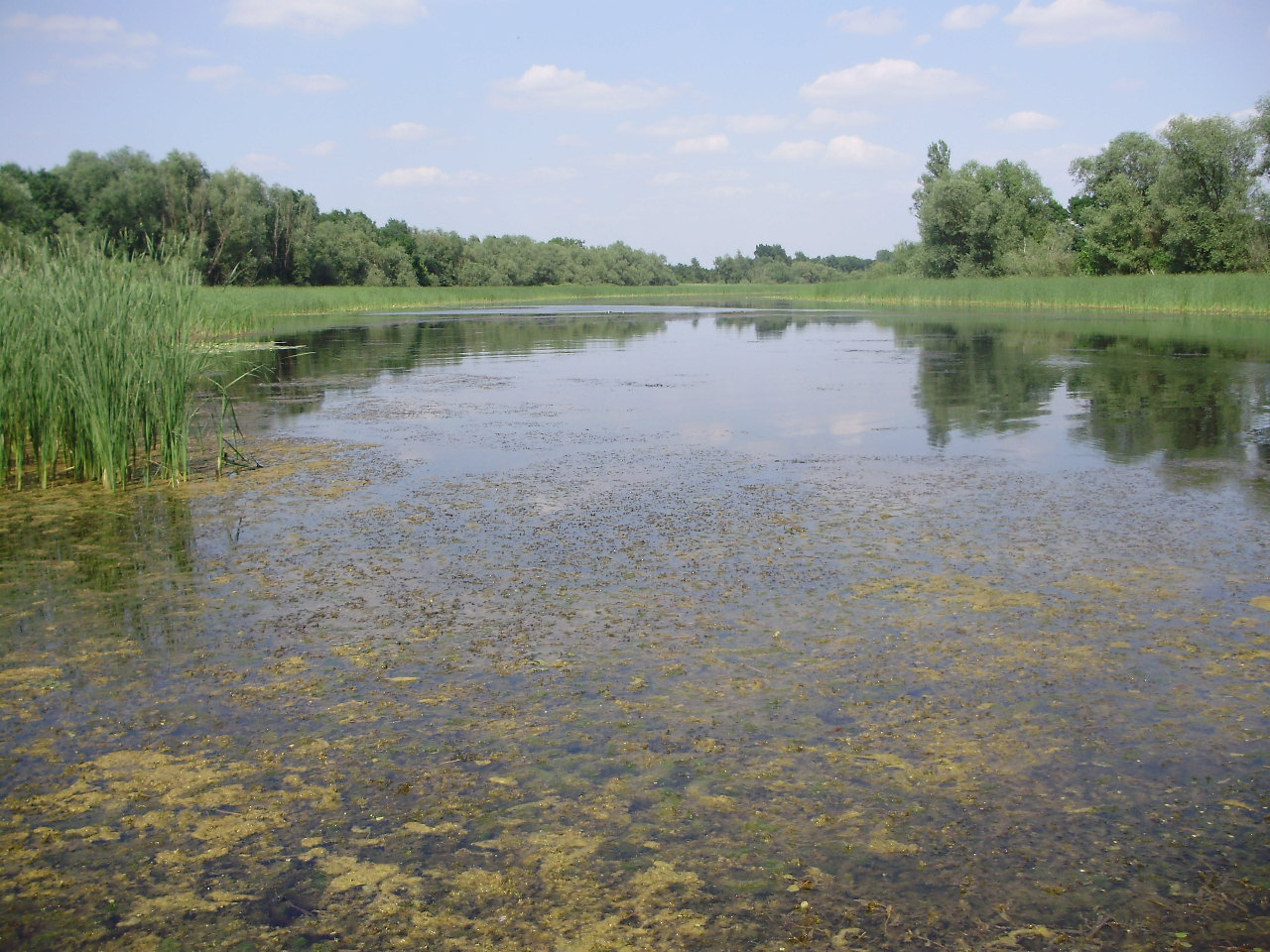
La réserve naturelle de Zasavica

## Personnalité
Noćaj est associé au souvenir de Stojan Čupić, un des chefs du premier soulèvement serbe contre les Ottomans. Il était surnommé Zmaj od Noćaja, le « dragon de Noćaj ». En son honneur, le club de football du village porte aujourd'hui le nom de Zmaj.